# Allerheiligenkirche (Borsigwalde)

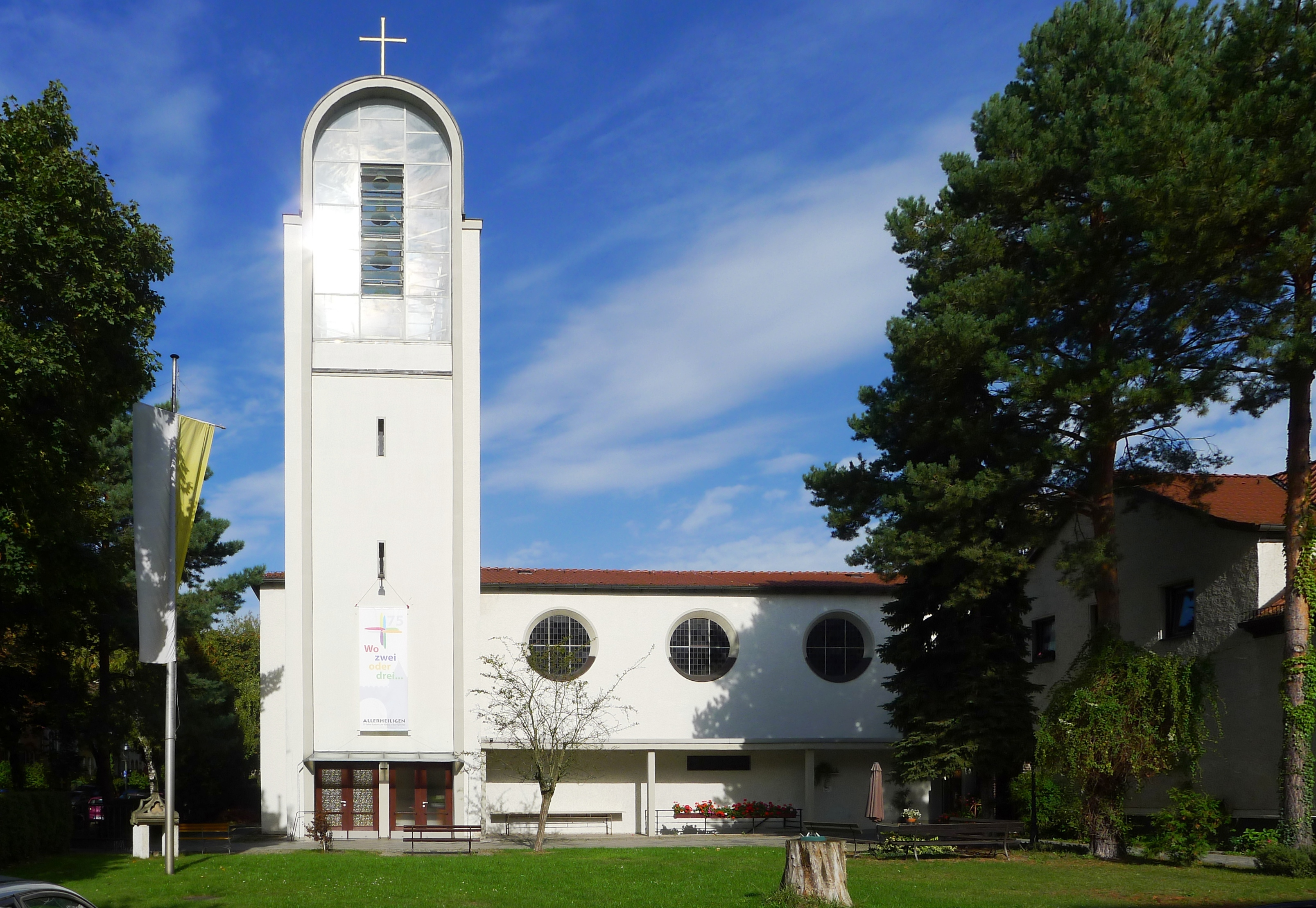
Kirche Allerheiligen

Allerheiligen (ⓘ) in der Räuschstraße 18–20 im Berliner Ortsteil Borsigwalde des Bezirks Reinickendorf ist eine 1955 nach einem Entwurf von Felix Hinssen erbaute katholische Kirche. Die Kirche und das bereits 1938 errichtete Pfarrhaus stehen unter Denkmalschutz.

## Geschichte
Im Jahr 1896 wurden die Borsig-Werke von Moabit nach Tegel verlegt. Ganz in Fabriknähe wurden ab 1898 Arbeitersiedlungen für die aus dem Rheinland und aus Schlesien zugezogenen Arbeitskräfte und ihre Familien erbaut. Diese waren überwiegend katholisch. Aber erst am 1. April 1938 kam es auf Initiative des Pfarrers der Herz-Jesu-Kirche in Tegel zur Errichtung der Kuratie Allerheiligen. Ende 1938 war der Bau des Pfarrhauses abgeschlossen, das zugleich als Notkirche diente. Zur Seelsorge konnte die Ordensgemeinschaft der Herz-Jesu-Priester gewonnen werden, die schon seit 1908 im Wedding in der Arbeiterseelsorge tätig waren. Mit Beginn des Zweiten Weltkriegs rückte der Bau einer Kirche in weite Ferne. Erst 1954 erhielt die Gemeinde von der amerikanischen „Wooden Church Crusade“ die finanziellen Mittel zum Bau einer eigenen Kirche. Am 30. Juni 1954 wurde der erste Spatenstich vorgenommen. Die Grundsteinlegung erfolgte am 4. Oktober 1954, das Richtfest am 15. November 1954 und die Kirchweihe am 3. Juli 1955. Bis 2004 war die Kirche Allerheiligen auch die Pfarrkirche der Gemeinde, dann wurden Allerheiligen und St. Bernhard zur Pfarrei St. Bernhard zusammengeschlossen. Pfarrkirche der neuen Gemeinde ist St. Bernhard, Allerheiligen ist zweiter Gottesdienststandort.

## Baubeschreibung
Die von Felix Hinssen entworfene Kirche nimmt die Berliner Tradition der frühen 1930er Jahre nochmals auf. Es entsteht als Anbau an das ältere Pfarrhaus eine Saalkirche als verputzter Mauerwerksbau. Der seitlich stehende Glockenturm besteht aus zwei seitlichen Wänden in Stahlbeton, dazwischen, etwas eingezogen, die Glockenstube, die mit einem Tonnengewölbe überdeckt ist. Die Stirnflächen der Glockenstube wurden Mitte der 1990er Jahre verglast. Das Kirchenschiff ist mit einem abgewalmten Satteldach bedeckt. Die Fassade zur Straße hat ein rechteckiges Portal und wird von der darüber liegenden großen Fensterrose, hinter der die Empore für die Orgel liegt, dominiert. Die Seitenwände haben hochliegende Rundfenster.
Wegen Risse im Putz wurde 1967 der Innenraum der Kirche mit Ziegeln verblendet, ferner erhielt er eine wellenartig gefaltete Holzdecke. Der eingezogene Altarraum wurde 1969 von Paul Brandenburg mit einem Kruzifix ausgestattet. Er schuf auch den Altar, den Ambo und den Tabernakel.

## Glocken und Glockenspiel
Aus Kostengründen blieb die Glockenstube zunächst leer. Am 2. April 1961, in der Osternacht, verkündete das Geläut aus vier Bronzeglocken, gegossen von Feldmann & Marschel, die Auferstehung Christi.
| Schlagton | Gewicht (kg) | Durchmesser (cm) | Höhe (cm) | Inschrift                                         |
| --------- | ------------ | ---------------- | --------- | ------------------------------------------------- |
| g′        | 674          | 103              | 90        | COR JESU SACRATISSIMUM MISERERE NOBIS.            |
| b′        | 395          | 086              | 73        | COR MARIAE IMMACULATUM ORA PRO NOBIS.             |
| c″        | 279          | 077              | 67        | SANCTE JOSEPH PROTECTOR ORA PRO NOBIS.            |
| d″        | 192          | 069              | 59        | OMNES SANCTI ET SANTAE DEI INTERCEDITE PRO NOBIS. |

Ende der 1970er Jahre wurden weitere neun Glocken installiert, die das Geläut zu einem Carillon ergänzten.
| Schlagton | Gewicht (kg) | Höhe (cm) | Inschrift                         |
| --------- | ------------ | --------- | --------------------------------- |
| e″        | 145          | 63        | REQUIEM AETERNAM DONA EIS DOMINE. |
| f″        | 135          | 61        | SANCTE JOHANNES O.P.N.            |
| g″        | 098          | 54        | SANCTE MARTHA O.P.N.              |
| a″        | 076          | 50        | SANCTE GEORGI O.P.N.              |
| b″        | 068          | 47        | SANCTE BARBARA O.P.N.             |
| h″        | 061          | 45        | SANCTE ANTONI O.P.N.              |
| c‴        | 055          | 43        | SANCTE PETRE O.P.N.               |
| cis‴      | 050          | 42        | SANCTE ELISABETH O.P.N.           |
| d‴        | 045          | 40        | SANCTE HEDWIGS O.P.N.             |